# Cephalodina capito
Cephalodina capito là một loài bọ cánh cứng trong họ Cerambycidae.